# Liste Münchner Denkmäler
Diese Seite gibt einen Überblick über einige Denkmäler in München, also über Bauwerke, Skulpturen, Plastiken und dergleichen im Stadtgebiet von München, die an bestimmte Personen, Personengruppen oder Ereignisse erinnern.
- Denkmäler, die in Form eines Brunnens aufgebaut sind, finden sich nicht hier, sondern in der Liste Münchner Brunnen.
- Denkmäler in Form einer Gedenktafel, in der Regel an einer Gebäudewand angebracht, sind in der Liste Münchner Gedenktafeln zu finden.
- Kunstwerke, die nicht dem Gedenken an bestimmte Personen, Personengruppen oder Ereignisse dienen, sind unter Kunstwerke im öffentlichen Raum in München zu finden.
- Denkmäler, die als Baudenkmäler auch unter Denkmalschutz stehen, sind zusätzlich in der Liste der Baudenkmäler in München zu finden.

## Denkmäler
| Bezeichnung                                                                                           | Standort                                                                                            | errichtet                                           | Künstler                                                                    | erinnert an | Anmerkungen | Bild                                                       |
| --- | --------------------------------------------------------------------------------------------------- | --------------------------------------------------- | --------------------------------------------------------------------------- | --- | --- | ---------------------------------------------------------- |
| AFN-Memorial-Pyramide                                                                                 | Untergiesing, Soyerhofstraße 2 (Standort)                                                           | 2001                                                | Karl-Heinz Kappl                                                            | Ehemaliger Standort des Sendemastes von AFN Munich | | AFN-Memorial-Pyramid                                       |
| 15 Statuen „Ahnentafel des Hauses Wittelsbach“                                                        | Altstadt, Neuhauser Straße 6, Fassade der Michaelskirche (Standort)                                 | 1582 ff.                                            | Hubert Gerhard und andere, unbekannte Künstler                              | Agilolfinger und Wittelsbacher Herrscher | | 15 Statuen Ahnentafel des Hauses Wittelsbach               |
| AIDS-Memorial                                                                                         | Altstadt, am Sendlinger Tor (Standort)                                                              | 2001                                                | Wolfgang Tillmans                                                           | Erinnerung an die Aids-Toten und -Infizierten | | weitere Bilder                                             |
| Alfred-Delp-Denkmal                                                                                   | Bogenhausen, Neuberghauser Straße, südwestlich des Bogenhausener Friedhofs (Standort)               | 1981                                                | Klaus Backmund                                                              | Alfred Delp (1907–1945), Jesuit und Widerstandskämpfer gegen den Nationalsozialismus | Naturgranitstein mit Bronzerelief nach dem alttestamentarischen Motiv der „Drei Jünglinge im Feuerofen“ (Buch Daniel 3,6) und Stele mit Delps biografischen Daten                                                    | weitere Bilder                                             |
| Stelenbüste von Alois Senefelder                                                                      | Maxvorstadt, Marsplatz nahe der nach ihm benannten Berufsschule (Standort)                          | 1877                                                | Julius Zumbusch                                                             | Alois Senefelder (1771–1834), Erfinder des Steindrucks | Bildnis auf modernem Sockel | weitere Bilder                                             |
| Gedenkstein für Alte Hauptsynagoge                                                                    | Altstadt, Maxburgstraße, Ecke Herzog-Max-Straße (Standort)                                          | 1968                                                | Herbert Peters                                                              | Alte Hauptsynagoge München, die 1938 zerstört wurde | | Gedenkstein für Alte Hauptsynagoge                         |
| Gedenkkreuz für den Alten Schwabinger Friedhof                                                        | Schwabing, Biedersteiner Straße 1a, hinter der Pfarrkirche St. Sylvester (Standort)                 | 1899                                                |                                                                             | | | weitere Bilder                                             |
| Mahnmal Antonienheim                                                                                  | Schwabing, Antonienstraße 7 (Standort)                                                              | 2002                                                | Hermann Kleinknecht                                                         | Antonienheim, ehemaliges Kinderheim für Waisenkinder und in armen Verhältnissen lebende Kinder der jüdischen Gemeinde | Textsäule, transparente Scheibe mit Foto ehemaliger Heimbewohner | Mahnmal Antonienheim                                       |
| Mahnmal Israelitisches Kranken- und Schwesternheim                                                    | Ludwigsvorstadt, Hermann-Schmid-Straße 5 (Standort)                                                 | 1993                                                | Horst Auer                                                                  | Israelitisches Kranken- und Schwesternheim, ehemaliges Krankenhaus | Stahlplatte mit Inschrift, die von einer weiteren Stahlplatte mit Form eines Gitters durchdrungen wird | Mahnmal Israelitisches Kranken- und Schwesternheim         |
| Gedenkkreuz für die bayerisch-galizische Freundschaft                                                 | Obermenzing, südlich des Blutenburger Weihers (Standort)                                            | 1983                                                |                                                                             | bayerisch-galizische Freundschaft | | weitere Bilder                                             |
| Bayerisches Armeedenkmal                                                                              | Altstadt, Odeonsplatz, in der Mitte der Feldherrnhalle (Standort)                                   | 1892 (Aufstellung)                                  | Ferdinand von Miller                                                        | zur Erinnerung an die Bayerische Armee | aufgestellt auf Initiative von Prinzregent Luitpold in Erinnerung an den Deutsch-Französischen Krieg 1870/71 | weitere Bilder                                             |
| Denkmal zur Erinnerung an das Bayerische Kadettenkorps                                                | Maxvorstadt, Marsplatz, (Standort)                                                                  |                                                     |                                                                             | zur Erinnerung an das Bayerische Kadettenkorps | | weitere Bilder                                             |
| Bronzestandbild von Benjamin Thompson                                                                 | Lehel, Maximilianstraße 39 (Standort)                                                               | 1866                                                | Caspar von Zumbusch                                                         | Benjamin Thompson (1753–1814), Offizier und Physiker, seit 1790 „Graf Rumford“ | | weitere Bilder                                             |
| Benjamin-Thompson-Denkmal (Rumford-Denkmal)                                                           | Altstadt-Lehel, Lerchenfeldstraße/Prinzregentenstraße, im Englischen Garten (Standort)              | 1796                                                | Franz Jakob Schwanthaler                                                    | Benjamin Thompson (1753–1814), Offizier und Physiker, seit 1790 „Graf Rumford“ | | weitere Bilder                                             |
| Bennosäule                                                                                            | Maxvorstadt, Ferdinand-Miller-Platz (Standort)                                                      | 1910                                                | Georg Albertshofer                                                          | Benno von Meißen (* um 1010, † 1106), Bischof von Meißen und Schutzpatron der ihm geweihten Kirche am Platz | 3 m hohe Bronzefigur, gegossen von Ferdinand von Miller, auf 11,60 m hoher Säule aus rotem Porphyr | weitere Bilder                                             |
| Berliner Bär                                                                                          | Freimann, im Mittelstreifen der A 9 (Standort)                                                      | 1962                                                | Renée Sintenis                                                              | Darstellung des Berliner Wappentieres aus Anlass der Freundschaftswoche Berlin in München | | weitere Bilder                                             |
| Bronzestandbild von Graf Bernhard Erasmus von Deroy                                                   | Lehel, Maximilianstraße 39 (Standort)                                                               | 1856                                                | Johann von Halbig                                                           | Bernhard Erasmus von Deroy (1743–1812), General der königlichen bayerischen Armee | Bronzestandbild finanziert durch Spenden bayerischer Offiziere | weitere Bilder                                             |
| Busunglück Trudering                                                                                  | Trudering, ggü. Truderinger Straße 250 (Standort)                                                   | 1999                                                |                                                                             | Zum Gedenken an die drei Opfer des Busunglücks beim U-Bahntunnelbau am 20. September 1994 | | Busunglück Trudering                                       |
| Bronzestandbild von Carl Philipp von Wrede                                                            | Altstadt, Odeonsplatz, in der Feldherrnhalle (Standort)                                             | 1844                                                | Ludwig von Schwanthaler                                                     | Carl Philipp von Wrede (1767–1838), bayerischer Generalfeldmarschall | Bronzeguss von Ferdinand von Miller | weitere Bilder                                             |
| Denkmal für Carl Benz                                                                                 | Schwanthalerhöhe, Am Bavariapark, beim Verkehrszentrum des Deutschen Museums (Standort)             | 1958, 2016 hierher versetzt                         | Rolf Nida-Rümelin                                                           | Carl Benz (1844–1929), Automobil-Pionier, und seine Fahrten durch München im Jahr 1888 | Steinpfeiler mit Relief und Inschriften | weitere Bilder                                             |
| Denkmal für Carl von Effner                                                                           | Altstadt, Maximiliansplatz (Standort)                                                               | 1886                                                | Wilhelm von Rümann, Entwurf Friedrich von Thiersch                          | Carl von Effner (1831–1884), Gartengestalter | | weitere Bilder                                             |
| Bronzestandbild Christoph Willibald Gluck                                                             | Altstadt, Promenadeplatz gegenüber Nr. 13 (Standort)                                                | 1848                                                | Friedrich Brugger                                                           | Christoph Willibald Gluck (1714–1787), Komponist | Standort bis 1860 am Odeonsplatz, im Zweiten Weltkrieg eingeschmolzen, Abguss 1958 wieder aufgestellt | weitere Bilder                                             |
| Gedenkstein für Claude Lorrain                                                                        | Harlaching, Harlachinger Berg neben der Wallfahrtskirche St. Anna (Standort)                        | 1865                                                | Johann von Halbig                                                           | Claude Lorrain (1600–1682), französischer Landschaftsmaler, wohnte zeitweise im hier gelegenen Schloss Harlaching | Gedenkstein mit Relief Lorrains | weitere Bilder                                             |
| Bronzeplastik „Gockel, Hinkel und Gackeleia“                                                          | Altstadt, Herzog-Wilhelm-Straße 13 (Standort)                                                       | 1981                                                | Angelika Fazekas                                                            | Clemens Brentano (1778–1842), Schriftsteller | Figuren aus einem von Brentanos Italienischen Märchen von Gockel und Hinkel | weitere Bilder                                             |
| Denkmal Zur Deutschen Einheit                                                                         | Bogenhausen, Platz Zur Deutschen Einheit (Standort)                                                 | 2005                                                | Peggy Meinfelder, Klaus Herta                                               | anlässlich des 15. Jahrestages der deutschen Wiedervereinigung errichtet | Betonstele, 3 m breit, 1 m hoch | weitere Bilder                                             |
| Gedenkstein für drei Buben                                                                            | Milbertshofen, Olympiapark (Standort)                                                               |                                                     |                                                                             | erinnert an Roman Noyen, Martin und Gerhart Lovasi, die am 8. Dezember 1989 auf der Eisdecke des westlichen Olympiasees einbrachen und mangels Hilfe durch die Umstehenden später starben                                                                           | | Gedenkstein Noyen Lovasi Olympiasee West                   |
| Büste Ernest von Grossi                                                                               | Ludwigsvorstadt, Nußbaumpark (Standort)                                                             | 1831                                                | Ludwig von Schwanthaler                                                     | Ernest von Grossi (1782–1829), Obermedizinalrat und Professor | Säule von 1900 | weitere Bilder                                             |
| Gedenkstein für Opfer der nationalsozialistischen Euthanasieverbrechen                                | Großhadern, Waldfriedhof ()                                                                         | 1990                                                |                                                                             | Opfer der nationalsozialistischen Euthanasieverbrechen | | weitere Bilder                                             |
| Denkmal zur Erinnerung an die Fassfabrik Drexler                                                      | Schwanthalerhöhe, Tulbeckstraße 26/28 (Standort)                                                    |                                                     |                                                                             | Die „Mechanische Fassfabrik Joh. Drexler & Sohn“ (1862–1979) wurde im Zuge der Stadtteilsanierung abgerissen. An ihrer Stelle ließ die Landeshauptstadt München 1985/86 191 Wohnungen durch die Münchner Gesellschaft für Stadterneuerung und die Gewofag errichten | | weitere Bilder                                             |
| Bronzestandbild von Fjodor Tjuttschew                                                                 | Maxvorstadt, Finanzgarten, Nähe Galeriestraße (Standort)                                            | 2003                                                |                                                                             | Fjodor Iwanowitsch Tjuttschew (1803–1873), russischer Diplomat und Dichter | | Bronzestandbild von Fjodor Tjuttschew                      |
| Gedenkstein für die Opfer des Flugzeugabsturzes 1958                                                  | Trudering, Manchesterplatz (Standort)                                                               | 2004                                                |                                                                             | Gedenkstein für Mitglieder der Mannschaft des englischen Fußballvereins Manchester United, die 1958 an dieser Stelle Opfer eines Flugzeugabsturzes wurden | | Gedenkstein für die Opfer des Flugzeugabsturzes 1958       |
| Denkmal mit Büste von Franz von Kobell                                                                | Haidhausen, Maximiliansanlagen (Standort)                                                           |                                                     | Benedikt König                                                              | Franz von Kobell (1803–1882), Mineraloge und Schriftsteller | gegossen von Ferdinand von Miller d. J. nach einem Modell von Benedikt König 2014 renoviert und mit einer Inschrifttafel versehen                                                                                    | weitere Bilder                                             |
| Denkmal für Franz Xaver Gabelsberger                                                                  | Maxvorstadt, Einmündung der Otto- in die Barer Straße (Standort)                                    | 1890                                                | Syrius Eberle                                                               | Franz Xaver Gabelsberger (1789–1849), Erfinder eines Kurzschriftsystems | Bronzeguss von Ferdinand von Miller | weitere Bilder                                             |
| Friedensengel                                                                                         | Bogenhausen, Europaplatz (Standort)                                                                 | 1896–1899                                           | Joseph Bühlmann, Max Heilmaier, Heinrich Düll und Georg Pezold              | 25 Jahre Frieden nach dem Deutsch-Französischen Krieg von 1870/71. | Bronzeguss von Ferdinand von Miller d. J. | weitere Bilder                                             |
| Denkmal an der Friedenspromenade                                                                      | Trudering, Friedenspromenade/Vogesenstraße (Standort)                                               |                                                     |                                                                             | Zur Erinnerung an das Gründungsjahr 1917 der Siedelung Gartenstadt Trudering | | weitere Bilder                                             |
| Denkmal für Friedrich Ludwig von Sckell                                                               | Schwabing-Freimann, im Englischen Garten am Kleinhesseloher See (Standort)                          | 1824                                                | Ernst von Bandel, Entwurf Leo von Klenze                                    | Friedrich Ludwig von Sckell (1750–1823), Gartenarchitekt und Stadtplaner | 1939 Erneuerung der Säule durch Georg Pezold | weitere Bilder                                             |
| Denkmal für Friedrich Schiller                                                                        | Altstadt, Maximiliansplatz (Standort)                                                               | 1863                                                | Max von Widnmann                                                            | Friedrich Schiller (1759–1805), Dichter | seit 1959 an diesem Standort, vorher ca. 100 m weiter nordöstlich an der Einmündung der Brienner Straße | weitere Bilder                                             |
| Büste Friedrich von Gärtner                                                                           | Isarvorstadt, Gärtnerplatz (Standort)                                                               | 1867                                                | Max von Widnmann                                                            | Friedrich von Gärtner (1791–1847), Architekt und Baumeister im Königreich Bayern | | Büste Friedrich von Gärtner                                |
| Bronzestandbild von Friedrich Wilhelm Joseph Schelling                                                | Lehel, Maximilianstraße 42, vor dem Museum Fünf Kontinente (Standort)                               | 1861                                                | Friedrich Brugger                                                           | Friedrich Wilhelm Joseph Schelling (1775–1854), Philosoph | | Bronzestandbild von Friedrich Wilhelm Joseph Schelling     |
| Galilei-Denkmal                                                                                       | Bogenhausen, Galileiplatz (Standort)                                                                | 2007                                                | Matthias Rodach                                                             | Galileo Galilei (1564–1642), | Jura-Marmor, 240 cm | weitere Bilder                                             |
| Gebeugter leerer Stuhl                                                                                | Obermenzing, Passionistenstraße 12 (Standort)                                                       | 2016                                                | Marlies Poss Blanka Wilchfort                                               | Erinnerung an die Leiden der Juden während der NS-Zeit | 3 m hoch, Eisen | Gebeugter leerer Stuhl                                     |
| Gedenkstein                                                                                           | Schwabing, Niebuhrstraße ()                                                                         | 1984                                                |                                                                             | Erinnerung an den Übergang der Römer und der späteren Salzstraße über die Isar | Rundpfeiler |                                                            |
| Denkmal für die Gefallenen der Bayerischen Eisenbahntruppe                                            | Neuhausen-Nymphenburg, Dachauer Straße 128 (Standort)                                               |                                                     |                                                                             | | | Denkmal für die Gefallenen der Bayerischen Eisenbahntruppe |
| „8. November 1939“, Denkmal für Georg Elser                                                           | Maxvorstadt, Georg-Elser-Platz (Standort)                                                           | 2009                                                | Silke Wagner                                                                | Georg Elser (1903–1945), Schreiner, Widerstandskämpfer gegen den Nationalsozialismus | Fassadenistallation aus Aluminium und Neonbeleuchtung, die täglich um 21:20 Uhr eine Minute leuchtet | weitere Bilder                                             |
| Denkmal für Georg Simon Ohm                                                                           | Maxvorstadt, Theresienstraße vor der Technischen Universität (Standort)                             | 1895                                                | Wilhelm von Rümann, Entwurf Friedrich von Thiersch                          | Georg Simon Ohm (1789–1854), Physiker | ursprünglicher Standort an der Arcisstraße, Aufstellung am heutigen Standort Ende der 1960er Jahre auf neuem Sockel                                                                                                  | weitere Bilder                                             |
| Gedenkstein an die erste Gleichstromfernübertragung                                                   | Maxvorstadt, Alter Botanischer Garten (Standort)                                                    | 1951                                                |                                                                             | Erste Gleichstromfernübertragung Miesbach–München im Jahr 1882 | | weitere Bilder                                             |
| Büste von Hans Grässel                                                                                | Altstadt, Tal, Ecke Sparkassenstraße (Standort)                                                     |                                                     |                                                                             | Hans Grässel (1860–1939), Stadtbaumeister | | Büste von Hans Grässel in der Münchner Altstadt            |
| Hasenbergldenkmal                                                                                     | Hasenbergl, Goldschmiedplatz ()                                                                     |                                                     |                                                                             | Erinnert an die dortige kurfürstliche Hasenjagd im 18. Jahrhundert | zeigt erlegte Hasen und Rehe | Hasenbergldenkmal                                          |
| Statue von Heinrich dem Löwen                                                                         | Altstadt, Tal, an der Ostfront des Alten Rathauses (Standort)                                       | 1863                                                | Konrad Knoll                                                                | Heinrich der Löwe (1129–1195), Herzog von Bayern | Zinkguss | Statue von Heinrich dem Löwen                              |
| Sitzbild Helmut Fischer                                                                               | Schwabing, Münchner Freiheit (Standort)                                                             | 1998                                                | Nicolai Tregor                                                              | Helmut Fischer (1926–1997), Schauspieler | Bronze, in Erinnerung an den Platz seiner Entdeckung durch Helmut Dietl für Fischers Paraderolle als Monaco Franze                                                                                                   | weitere Bilder                                             |
| Der Isarflößer                                                                                        | Thalkirchen, südlich des Hinterbrühler Sees am Abzweig des Floßkanals vom Isar-Werkkanal (Standort) | 1938                                                | Fritz Koelle                                                                | Flößerei auf der Isar | Bronzeplastik im Stil pathetischer Arbeiterfiguren | weitere Bilder                                             |
| Bronzestandbild von Johann T’Serclaes von Tilly                                                       | Altstadt, Odeonsplatz, in der Feldherrnhalle (Standort)                                             | 1844                                                | Ludwig von Schwanthaler                                                     | Johann T’Serclaes von Tilly (1559–1632), bayerischer Heerführer | Bronzeguss von Ferdinand von Miller | weitere Bilder                                             |
| Denkmal für Johann Wolfgang von Goethe                                                                | Maxvorstadt, nördlich vom Maximiliansplatz (Standort)                                               | 1962                                                | Elmar Dietz                                                                 | Johann Wolfgang von Goethe (1749–1832), Dichter und Dramaturg | Vorgängerdenkmal von Max von Widnmann am Lenbachplatz wurde im Zweiten Weltkrieg eingeschmolzen | weitere Bilder                                             |
| Bronzestandbild von Joseph von Fraunhofer                                                             | Lehel, Maximilianstraße 42, vor dem Museum Fünf Kontinente (Standort)                               | 1868                                                | Johann von Halbig                                                           | Joseph von Fraunhofer (1787–1826), Physiker, Glastechniker, Optiker u. Astronom | Bronzeguss von Ferdinand von Miller | weitere Bilder                                             |
| Büste Joseph von Fraunhofer                                                                           | Altstadt, Müllerstraße 40 (Standort)                                                                |                                                     |                                                                             | Joseph von Fraunhofer (1787–1826), Optiker und Physiker | | Büste Joseph von Fraunhofer                                |
| Büste Joseph von Utzschneider                                                                         | Altstadt, Müllerstraße 40 (Standort)                                                                |                                                     |                                                                             | Joseph von Utzschneider (1763–1840), Techniker und Unternehmer | | Büste Joseph von Utzschneider                              |
| Denkmal für Justus von Liebig                                                                         | Altstadt, Maximiliansplatz (Standort)                                                               | 1883                                                | Michael Wagmüller, Wilhelm von Rümann                                       | Justus von Liebig (1803–1873), Chemiker | Carrara-Marmor | weitere Bilder                                             |
| Denkmal für die Kgl. Bayer. Nachrichtentruppe                                                         | Maxvorstadt, Josephsplatz 1 (Standort)                                                              |                                                     | Hermann Neppel                                                              | Kgl. Bayer. Nachrichtentruppe | |                                                            |
| Heiliger Korbinian                                                                                    | Altstadt, Maxburgstraße 2 (Standort)                                                                | 1989                                                | Klaus Backmund                                                              | Errichtung des Bistums Freising 739 mit Korbinian als Patron des Bistums | Bronzeguss | weitere Bilder                                             |
| Kriegerdenkmal Allach                                                                                 | Allach, Ecke Baumstängl-/Höcherstraße (Standort)                                                    |                                                     |                                                                             | | |                                                            |
| Kriegerdenkmal der Bayerischen Kraftfahrtruppe                                                        | Schwanthalerhöhe, Theresienhöhe in den Anlagen nördlich der Bavaria (Standort)                      | 1925                                                | Otho Orlando Kurz                                                           | | Gedenkstein mit ergänzter Bronzetafel für die Opfer des Zweiten Weltkrieges |                                                            |
| Kriegerdenkmal Pasing                                                                                 | Pasing, an der Bäckerstraße (Standort)                                                              | 1934, Inschriftentafel nach 1945 ergänzt            | Hans Osel                                                                   | Erinnerung an die Opfer des Ersten und Zweiten Weltkrieges | Steinstele mit Inschriftentafel | weitere Bilder                                             |
| Kriegerdenkmal im Hofgarten                                                                           | Altstadt, im Ostteil des Hofgartens vor der Staatskanzlei (Standort)                                | 1924                                                | Bernhard Bleeker (Figur), Karl Knappe, Thomas Wechs, Eberhard Finsterwalder | zum Gedenken an die im Ersten Weltkrieg gefallenen Münchner | seit 1972 Abguss nach dem Original aus rotem Marmor von Bernhard Bleeker | weitere Bilder                                             |
| Denkmal für die noch nicht heimgekehrten Kriegsgefangenen                                             | Altstadt, Tal (im nördlichen Torbogen des Alten Rathauses) (Standort)                               | 1954                                                | Franz Mikorey                                                               | | | Kriegsgefangene                                            |
| Bodengedenkplatte für Kurt Eisner                                                                     | Altstadt, gegenüber der Kardinal-Faulhaber-Straße 14 vor dem Palais Montgelas (Standort)            | 1989                                                | Erika Maria Lankes                                                          | Kurt Eisner (1867–1919), Schriftsteller, Journalist u. Politiker, bayerischer Ministerpräsident 1918/19 | Bodenplatte in Erinnerung an die Ermordung Kurt Eisners am 21. Februar 1919 an dieser Stelle | Bodengedenkplatte für Kurt Eisner                          |
| Kurt-Eisner-Denkmal                                                                                   | Altstadt, Oberanger (Standort)                                                                      | 2011                                                | Rotraut Fischer                                                             | Kurt Eisner (1867–1919), Schriftsteller, Journalist u. Politiker, bayerischer Ministerpräsident 1918/19 | Glasskulptur, nachts beleuchtet | Kurt-Eisner-Denkmal am Oberanger                           |
| Büste Leo von Klenze                                                                                  | Isarvorstadt, Gärtnerplatz (Standort)                                                               | 1867                                                | Friedrich Brugger                                                           | Leo von Klenze (1784–1864), Architekt, Maler, Schriftsteller | | Büste Leo von Klenze                                       |
| Gedenkstein für Leopold Pölzl                                                                         | Milbertshofen, Aussiger Platz (Standort)                                                            | 1996                                                |                                                                             | Leopold Pölzl (1879–1944), tschechoslowakischer Kommunalpolitiker, Bürgermeister von Aussig | |                                                            |
| Denkmal für die in der NS-Zeit verfolgten Lesben und Schwulen                                         | Altstadt, Oberanger/Dultstraße (Standort)                                                           | 2017                                                | Ulla von Brandenburg                                                        | | bunte Betonplatten, begehbar | weitere Bilder                                             |
| Bronzestandbild für Lorenz von Westenrieder                                                           | Altstadt, Promenadeplatz gegenüber Nr. 15 (Standort)                                                | 1854                                                | Max von Widnmann                                                            | Lorenz von Westenrieder (1748–1829), Theologe und Historiker | | weitere Bilder                                             |
| Bronzedenkmal Ludwig der Bayer                                                                        | Ludwigsvorstadt, Kaiser-Ludwig-Platz (Standort)                                                     | 1905                                                | Emil Dittler und August Drumm, gegossen von Ferdinand Freiherr von Miller   | Ludwig der Bayer (1282/1286–1347), Herzog von Bayern, römischer König und Kaiser | Bronze | weitere Bilder                                             |
| Reiterstandbild Ludwig der Bayer                                                                      | Altstadt, am Nordtor des Alten Hofs (Standort)                                                      | 1967                                                | Hans Wimmer                                                                 | Ludwig der Bayer (1282/1286–1347), Herzog von Bayern, römischer König und Kaiser | Bronzestatue auf Sockel aus Nagelfluh | weitere Bilder                                             |
| Standbild Ludwig der Bayer                                                                            | Altstadt, Marienplatz, an der Westfront des Alten Rathauses (Standort)                              | 1863                                                | Konrad Knoll                                                                | Ludwig der Bayer (1282/1286–1347), Herzog von Bayern, römischer König und Kaiser | | Standbild Ludwig des Bayern                                |
| Reiterdenkmal Ludwig I.                                                                               | Maxvorstadt, Odeonsplatz (Standort)                                                                 | 1862                                                | Max von Widnmann                                                            | Ludwig I. (1786–1868), König von Bayern 1825–1848 | | weitere Bilder                                             |
| Sitzfigur Ludwig I.                                                                                   | Maxvorstadt, Geschwister-Scholl-Platz, im Lichthof der Universität (Standort)                       | 1911                                                | Knut Åkerberg                                                               | Ludwig I. (1786–1868), König von Bayern 1825–1848 | | Sitzfigur Ludwig I.                                        |
| Bronzestandbild Ludwigs II.                                                                           | Haidhausen, Maximiliansanlagen (Standort)                                                           | 1967                                                | Toni Rückel                                                                 | Ludwig II. (1845–1886), König von Bayern 1864–1886 | | weitere Bilder                                             |
| Büste Ludwig II.                                                                                      | Isarvorstadt, Corneliusbrücke (Standort)                                                            | 1910                                                | Oskar von Miller                                                            | Ludwig II. (1845–1886), König von Bayern 1864–1886 | Kopf ist der verbliebene Rest eines Denkmales an gleicher Stelle, das im Zweiten Weltkrieg eingeschmolzen wurde | Büste Ludwig II.                                           |
| Gedenkkreuz für die Luftkriegsopfer                                                                   | Milbertshofen, Olympiaberg auf dem Oberwiesenfeld (Standort)                                        |                                                     |                                                                             | die etwa 6000 zivilen Opfer der Bombenangriffe auf München, das Oberwiesenfeld war einer der Hauptabladeplätze für die Trümmer der durch Bomben zerstörten Häuser                                                                                                   | | weitere Bilder                                             |
| Gedenkkreuz für die Luftkriegsopfer                                                                   | Schwabing-West, Luitpoldhügel im Luitpoldpark (Standort)                                            | 1958                                                | Heinrich Altmann                                                            | die etwa 6000 zivilen Opfer der Bombenangriffe auf München; der Luitpoldhügel wurde aus den Trümmern der durch Bomben zerstörten Häuser aufgeschüttet | | Gedenkkreuz für die Luftkriegsopfer                        |
| Denkmal für Luitpold von Bayern                                                                       | Neuhausen, Schäringerplatz (Standort)                                                               | 1888                                                | Wilhelm von Rümann                                                          | Luitpold von Bayern (1821–1912), Prinzregent von Bayern 1886–1912 | | weitere Bilder                                             |
| Reiterdenkmal Luitpold von Bayern                                                                     | Lehel, Prinzregentenstraße 3, vor dem Nationalmuseum (Standort)                                     | 1913                                                | Adolf von Hildebrand, Theodor Georgii                                       | Luitpold von Bayern (1821–1912), Prinzregent von Bayern 1886–1912 | | weitere Bilder                                             |
| Reiterstandbild Luitpold von Bayern                                                                   | Altstadt, Marienplatz, in der Mitte der Fassade des Neuen Rathauses unter Steinbaldachin (Standort) | vor 1905                                            | Ferdinand Freiherr von Miller                                               | Luitpold von Bayern (1821–1912), Prinzregent von Bayern 1886–1912 | | Reiterstandbild Luitpold von Bayern                        |
| Sitzfigur Luitpold von Bayern                                                                         | Maxvorstadt, Geschwister-Scholl-Platz, im Lichthof der Universität (Standort)                       | 1911                                                | Bernhard Bleeker                                                            | Luitpold von Bayern (1821–1912), Prinzregent von Bayern 1886–1912 | | Sitzfigur Luitpold von Bayern                              |
| Denkmal für Max von Pettenkofer                                                                       | Altstadt, Maximiliansplatz (Standort)                                                               | 1909                                                | Wilhelm von Rümann                                                          | Max von Pettenkofer (1818–1901), Chemiker und Hygieniker | | weitere Bilder                                             |
| Reiterdenkmal für Maximilian I.                                                                       | Maxvorstadt, Wittelsbacherplatz (Standort)                                                          | 1833/35 modelliert, 1836/37 gegossen, 1839 enthüllt | Bertel Thorvaldsen                                                          | Maximilian I. (1573–1651), Herzog und Kurfürst von Bayern | Guss von Johann Baptist Stiglmaier | weitere Bilder                                             |
| Denkmal für Maximilian I. Joseph                                                                      | Altstadt, Max-Joseph-Platz (Standort)                                                               | 1835                                                | Christian Daniel Rauch                                                      | Maximilian I. Joseph (1756–1825), Kurfürst und seit 1806 erster König von Bayern | Guss Johann Baptist Stiglmaier | weitere Bilder                                             |
| Bronzestandbild für Kurfürst Maximilian II. Emanuel                                                   | Altstadt, Promenadeplatz 9 (Standort)                                                               | 1861                                                | Friedrich Brugger                                                           | Maximilian II. Emanuel (1662–1726), Kurfürst von Bayern | | weitere Bilder                                             |
| Denkmal für Maximilian II. Joseph, umgangssprachlich Maxmonument                                      | Lehel, Maximilianstraße/Thierschstraße (Standort)                                                   | 1875                                                | Caspar von Zumbusch                                                         | Maximilian II. Joseph (1811–1864), 1848–1864 König von Bayern | Bronzeguss Ferdinand von Miller | weitere Bilder                                             |
| Büste von Herzog Maximilian Philipp                                                                   | Altstadt, Rochusstraße 7 (Standort)                                                                 |                                                     |                                                                             | Maximilian Philipp Hieronymus (1638–1705), Herzog von Bayern-Leuchtenberg, 1679–1680 Regent des Kurfürstentums Bayern | im Hof des Erzbischöflichen Ordinariats |                                                            |
| Mariensäule                                                                                           | Altstadt, Marienplatz (Standort)                                                                    | 1638                                                | Hubert Gerhard zugeschrieben                                                | errichtet unter Kurfürst Maximilian I. zum Dank der Bewahrung Münchens und Landshuts vor der Brandschatzung durch die Schweden | Bronzefigur 1593 von Hubert Gerhard geschaffen für das Stiftergrabmal von Wilhelm V. der Fromme (1548–1626, Herzog von Bayern 1577–1598)                                                                             | weitere Bilder                                             |
| Standbild von Maximilian von Montgelas                                                                | Altstadt, Promenadeplatz (Standort)                                                                 | 2005                                                | Karin Sander                                                                | Maximilian von Montgelas (1759–1838), bayerischer Politiker und Staatsreformer | gefräst aus einem Aluminiumblock, 6,20 m hoch, 9,5 Tonnen schwer | weitere Bilder                                             |
| Mahnmal für das Milbertshofener Judenlager                                                            | Milbertshofen, Knorrstraße/Troppauer Straße (Standort)                                              | 1982                                                | Robert Lippl                                                                | Judenlager Milbertshofen Arbeits- bzw. Sammellager für Juden in München zwischen 1941 und 1942 an dieser Stelle | | Mahnmal für das Milbertshofener Judenlager                 |
| Moritz-von-Schwind-Denkmal                                                                            | Lehel, Maximilianstraße ()                                                                          |                                                     | B. Häberl                                                                   | Moritz von Schwind (1804–1871), Maler | Bronzestandbild in den Anlagen bei der Maximiliansbrücke |                                                            |
| Muhammad Iqbal                                                                                        | Schwabing, Habsburger Platz (Standort)                                                              | 1968                                                | Karl Oppenrieder                                                            | Pakistanischer Nationaldichter und Philosoph, promovierte 1907 an der LMU | | Gedenkstein für Muhammad Iqbal                             |
| Obelisk am Karolinenplatz                                                                             | Maxvorstadt, Karolinenplatz (Standort)                                                              | 1833                                                | Leo von Klenze                                                              | „Zur Erinnerung an die 30.000 Bayern, die im Russischen Krieg (1812) den Tod fanden“ | Bronze, 29 m hoch, gegossen von Johann Baptist Stiglmaier | weitere Bilder                                             |
| Obelisk im Luitpoldpark                                                                               | Schwabing-West, Luitpoldpark (Standort)                                                             | 1911                                                | Heinrich Düll Georg Pezold                                                  | 90. Geburtstag von Prinzregent Luitpold (1821–1912), Prinzregent von Bayern 1886–1912 | | Obelisk im Luitpoldpark                                    |
| Obelisk in ehemaliger Maximilian-II-Kaserne                                                           | Neuhausen, Schachenmeierstraße 66 (Standort)                                                        | 1895 (?)                                            |                                                                             | zur Erinnerung an die Kaserne und die Gefallenen des Ersten Weltkrieges | | Obelisk in der Maximilian-II-Kaserne                       |
| Obelisk zur Erinnerung an die Gefallenen des Königlich Bayerisches 2. Infanterie Regiment „Kronprinz“ | Maxvorstadt, Winzerer- / Loth- / Georgenstraße (Standort)                                           | 1923                                                | Hermann Broxner                                                             | Erinnerung an gefallene Soldaten | Muschelkalkquader | weitere Bilder                                             |
| Obelisk am Pfanzeltplatz                                                                              | Altperlach, Pfanzeltplatz vor St. Michael (Standort)                                                |                                                     |                                                                             | Erinnerung an gefallene Soldaten | | Obelisk am Pfanzeltplatz                                   |
| Denkmal für die Oberländer Bauern                                                                     | Isarvorstadt, Thalkirchner Straße, im Alten Südfriedhof, Gräberfeld 6 (Standort)                    | 1831                                                | Franz Xaver Schwanthaler                                                    | Denkmal für die Oberländer Bauern zur Erinnerung an das hier befindliche Massengrab der Opfer des Bauernaufstandes von 1705 | gegossen von Johann Baptist Stiglmaier aus dem Material einer Kanone | Denkmal für die Oberländer Bauern                          |
| Bodenplatten mit den Namen aller Olympiasieger von 1972                                               | Milbertshofen, Olympiapark ()                                                                       |                                                     |                                                                             | Sieger der Olympischen Sommerspiele 1972 in München | zwischen Olympiahalle und -Schwimmhalle u. Olympiastadion |                                                            |
| Denkmal für die Opfer der NS-Gewaltherrschaft                                                         | Maxvorstadt, Platz der Opfer des Nationalsozialismus (Standort)                                     | 1985                                                | Andreas Sobeck                                                              | Denkmal für die Opfer der NS-Gewaltherrschaft | 2,50 m hohe Basaltstele mit Abschluss durch einen gegitterten Stahlkubus, in dem ein ewiges Licht brennt | weitere Bilder                                             |
| Gedenkstein für die Opfer der NS-Gewaltherrschaft                                                     | Neuhausen, Platz der Freiheit (Standort)                                                            | 1962 (Aufstellung an diesem Platz 1985)             | Karl Oppenrieder                                                            | | aus Granit, bis 1985 auf dem Platz der Opfer des Nationalsozialismus | Gedenkstein                                                |
| Denkmal für die Opfer des Oktoberfestattentats                                                        | Ludwigsvorstadt, Bavariaring am nördlichen Eingang zur Theresienwiese (Standort)                    | 1981                                                | Friedrich Koller                                                            | Opfer des Oktoberfestattentats am 26. September 1980 | Umgestaltung 2009 durch denselben Künstler | weitere Bilder                                             |
| Denkmal für die Opfer des Olympiaattentats 1972                                                       | Milbertshofen, Olympiapark (Standort)                                                               | 1995                                                | Fritz Koenig                                                                | elf israelische Sportler und ein deutscher Polizist, die bei der Geiselnahme von München 1972 ums Leben kamen | auch „Klagebalken“ genannt, auf der Hanns-Braun-Brücke | weitere Bilder                                             |
| Bronzestandbild von Orlando di Lasso                                                                  | Altstadt, Promenadeplatz, vor Nr. 7 (Standort)                                                      | 1849                                                | Max von Widnmann                                                            | Orlando di Lasso (1532–1594), Komponist und Hofkapellmeister | Bronzeguss von Ferdinand von Miller; ursprünglicher Standort am Odeonsplatz, seit 1860 an diesem Platz, Neuguss nach dem Zweiten Weltkrieg 1958 aufgestellt; seit 2009 auch als Memorial für Michael Jackson benutzt | weitere Bilder                                             |
| Reiterdenkmal Otto I.                                                                                 | Altstadt, Hofgarten vor der Staatskanzlei (Standort)                                                | 1911                                                | Ferdinand von Miller d. J.                                                  | Otto I. (1117–1183), Herzog von Bayern | | weitere Bilder                                             |
| Reiterstandbild Otto I.                                                                               | Untergiesing, auf der Wittelsbacherbrücke (Standort)                                                | 1906                                                | Georg Wrba                                                                  | Otto I. (1117–1183), Herzog von Bayern | | Reiterstandbild Otto I.                                    |
| Denkmal für Otto von Bismarck                                                                         | Isarvorstadt, Erhardtstraße bei der Boschbrücke (Standort seit 1934)                                | 1931                                                | Fritz Behn                                                                  | Otto von Bismarck (1815–1898), Politiker und deutscher Reichskanzler | Rochlitzer Porphyr | weitere Bilder                                             |
| Pfalzstein                                                                                            | Maxvorstadt, Maximiliansplatz, zur Ottostraße (Standort)                                            | 1924 (Denkmal ursprünglich am Odeonsplatz)          | Bernhard Bleeker                                                            | Erinnerung an die jahrhundertelange Verbindung der Pfalz mit Bayern (Kurpfalz-Bayern) und an die pfälzischen Gefallenen von 1914–1918 | | Pfalzstein                                                 |
| Pferdestandbild                                                                                       | Maxvorstadt, Schönfeldstraße 3/5, im Ehrenhof vor dem Bayerischen Staatsarchiv (Standort)           | 1960                                                | Bernhard Bleeker                                                            | für die deutsche Kavallerie 1870–1945 | | Pferdestandbild                                            |
| Denkmal für Reinhard Freiherr von Werneck                                                             | Schwabing-Freimann, im Englischen Garten am Kleinhesseloher See (Standort)                          | 1838                                                | Leo von Klenze                                                              | Reinhard von Werneck (1757–1842), Generalmajor und einer der Väter des Englischen Gartens | 6,38 m hoch, Kelheimer Muschelkalk, Inschrifttafel ohne Bildnis Wernecks | weitere Bilder                                             |
| Denkmal für Richard Wagner                                                                            | Bogenhausen, Prinzregentenplatz neben dem Prinzregententheater (Standort)                           | 1913                                                | Heinrich Waderé                                                             | Richard Wagner (1813–1883), Komponist | Sitzdenkmal aus Marmor | Richard-Wagner-Denkmal                                     |
| Ruhmeshalle                                                                                           | Schwanthalerhöhe, Theresienhöhe (Standort)                                                          | 1843–1853                                           | Leo von Klenze                                                              | bedeutende Persönlichkeiten Bayerns | dreiflügelige dorische Säulenhalle mit 95 Porträtbüsten aus Marmor | weitere Bilder                                             |
| Mahnmal an das Sammellager für jüdische Mitbürger                                                     | Berg am Laim, Clemens-August-Straße 5, im Portal des abgerissenen Klosters (Standort)               | 1986, aufgestellt 1987                              | Nikolaus Gerhart                                                            | im Kloster war von 1941–43 ein Sammellager untergebracht | Granit, 1,90 × 1,50 × 1 m, 8,5 t | Mahnmal an das Sammellager für jüdische Mitbürger          |
| Schmied-von-Kochel-Denkmal                                                                            | Sendling, an der Isarhangkante am Ende der Lindwurmstraße (Standort)                                | 1906–1911                                           | Carl Ebbinghaus und Carl Sattler                                            | Der Schmied von Kochel soll einer der Anführer des Bauernaufstandes von 1705 gewesen sein, der in der Sendlinger Mordweihnacht gipfelte | Bronzeplastik, errichtet auf Anregung des Archivrats Ernst von Destouches | weitere Bilder                                             |
| Schuttblume                                                                                           | Milbertshofen, Olympiaberg auf dem Oberwiesenfeld (Standort)                                        | 1972                                                | Rudolf Belling                                                              | die etwa 6000 zivilen Opfer der Bombenangriffe auf München; das Oberwiesenfeld war einer der Hauptabladeplätze für die Trümmer der durch Bomben zerstörten Häuser                                                                                                   | | weitere Bilder                                             |
| Siegestor                                                                                             | Maxvorstadt, an der Grenze zu Schwabing, Ludwigstraße/Leopoldstraße (Standort)                      | 1850                                                | Friedrich von Gärtner                                                       | gewidmet „Dem bayerischen Heere“ | Löwenviergespann (Bronze) von Johann von Halbig, Bavaria (Bronze) von Friedrich Brugger | weitere Bilder                                             |
| Bronzestandbild von Sigi Sommer                                                                       | Altstadt, Rosenstraße 8 (Standort)                                                                  | 1998                                                | Max Wagner                                                                  | Siegfried Sommer (1914–1996), Journalist und Lokalschriftsteller („Blasius, der Spaziergänger“) | lebensgroße Bronzestatue | weitere Bilder                                             |
| Soldner-Kugel                                                                                         | Lehel, Oettingenstraße 3                                                                            | 1962                                                | ?                                                                           | Johann Georg von Soldner | | Denkmal für Johann Georg von Soldner                       |
| Todesmarsch-Mahnmal Allach                                                                            | Allach, Ecke Eversbusch-/Höcherstraße (Standort)                                                    | 2001                                                | Hubertus von Pilgrim                                                        | an die Leiden von über 10.000 Häftlingen aus dem Konzentrationslager Dachau während der Todesmärsche im April 1945 | | weitere Bilder                                             |
| Todesmarsch-Mahnmal Blutenburg                                                                        | Obermenzing, Seldweg (Standort)                                                                     | 2001                                                | Hubertus von Pilgrim                                                        | an die Leiden von über 10.000 Häftlingen aus dem Konzentrationslager Dachau während der Todesmärsche im April 1945 | | weitere Bilder                                             |
| Bodendenkmal zur Erinnerung an die Flugblattaktion der „Weißen Rose“                                  | Maxvorstadt, Geschwister-Scholl-Platz, vor dem Eingang zur Universität (Standort)                   | 1987                                                | Robert Schmidt-Matt                                                         | Erinnerung an die Widerstandsbewegung Weiße Rose | in das Pflaster eingelassene Keramikplatten mit Darstellung der 1943 hier verteilten Flugblätter | weitere Bilder                                             |
| Gedenkstein an den Widerstand gegen das NS-Regime                                                     | Altstadt, an der Nordostecke des Hofgartens (Standort)                                              | 1969, aufgestellt 1996                              | Leo Kornbrust                                                               | | Granitwürfe mit Zitaten aus den Flugblättern der Weißen Rose, auf dem Passanten Kieselsteine ablegen | Gedenkstein an den Widerstand gegen das NS-Regime          |
| Denkmal für Wilhelm Götz                                                                              | Schwabing-West, Luitpoldpark (Standort)                                                             | 1913                                                | Hans Hemmersdorfer                                                          | Wilhelm Götz, Landeskundler | | Denkmal für Wilhelm Götz                                   |
| Gedenkstele für Thomas Wimmer                                                                         | Maxvorstadt, Luisenstraße 11 (Standort)                                                             | 2014                                                | Antonia Lippert                                                             | Erinnerung an den ehemaligen Münchner Oberbürgermeister Thomas Wimmer (1887–1964) vor dem nach ihm benannten Berufsschulzentrum | |                                                            |
| Zwölf Bronzestandbilder von Wittelsbacher Herrschern                                                  | Altstadt, Hofgartenstraße 2, in der Eingangshalle zum Herkulessaal in der Residenz (Standort)       | 1834–1842                                           | Ludwig von Schwanthaler                                                     | Wittelsbacher Herrscher Bayerns | vergoldete überlebensgroße Figuren aus dem im Zweiten Weltkrieg zerstörten Thronsaal |                                                            |

### Noch in die Tabelle einzuarbeiten
Alle in der Maxvorstadt:
- Reiterfigur Ludwig der Reiche, 1417–1479, Herzog von Bayern-Landshut 1450–1479, Amalienstraße 58 (Universität, im Tympanon des Hauptportals), von Ernst Pfeifer
- Bronzeplastiken „Der Frosch“, „Die Schildkröte“ und „Der Assistent“, Brienner Str. / Nordwestecke Luisenstraße (vor dem Lenbachhaus), 1967–1974 von Max Ernst
- Gedenkreliefs für Friedrich von Gärtner (1791–1847, Baumeister) und Leo von Klenze (1784–1864, Baumeister), Ludwigstraße 20 (Ludwigskirche, Arkaden), 1964 von Franz Mikorey
- Bronzeplastiken, Luisenstraße 33 (Vorgarten Lenbach-Villa) 
  - „Stehende Figur“, 1972 von Michael Croissant
  - „Windspiel“, 1960 von Hans Wimmer
  - „Herkulesknabe mit Keule“ (Brunnenfigur), 1890 von Ferdinand von Miller
  - „Stehende“, 1932 von Hans Stangl (1888–1963)
  - „Jüngling“, 1952 von Hans Wimmer
  - „Torso I“, 1983 von Per Kirkeby (1938–2018)